# ポカヨケ
ポカヨケは、工場などの製造ラインに設置される作業ミス（ヒューマンエラー）を防止する仕組み・装置のこと。
「ポカ」（失敗）を「除ける」（回避する）がポカヨケの語源である。

## 概要
工場では人による作業が多く行われているが、人による作業はミスを伴うことが多く、それが不良品などの品質問題へとつながることが多い。更に製造ミスを完成後に発見するのは難しく、コストもかかる。そこで、製造工程内でヒューマンエラーを防ぐために、多くの製造ラインにはポカヨケの仕組みが取り入れられている。
始まりは、1961年に日本能率協会の新郷重夫が組み立て作業中のバネの入れ忘れについて相談を受けたことがきっかけとされる。「使うバネを小皿に入れてから作業し、小皿にバネが残っていれば入れ忘れミスが発生したとすぐに分かる」というもの。
フールプルーフと同じ考えであり、当初は英語 fool proof の逐語訳「バカヨケ」（馬鹿避け）と呼ばれていたが、1963年に「ポカヨケ」に改名された。
一例として、よく似通った部品をそれぞれ指定の位置に装着しなければならない場合、部品と装着部分の形状を正しい位置関係ごとに変えておくことで、物理的に正しい部品を正しい位置にしか装着できない（間違った位置に装着しようとしてもできない）ようにするなどの工夫があげられる。また、作業員の安全を確保するための仕組みもポカヨケの一部である。例えば、切断機を稼働させるスイッチは本来は1つで十分であるが、片手で押している際に、ちょっとした不注意でもう片方の腕が切断される事故（ミス）が起きる可能性がある。そこで、スイッチを機械の左右両端にあえて設置し、両手で押さないと稼働しない（危険な位置に腕があるとスイッチを押すことができない）ようにしている。安全に作業できる環境を作ることは、製造ラインを止めないことにもつながるため、製品の品質管理の一環とされる。
ポカヨケはトヨタ生産方式の基本概念の一つに数えられる。トヨタ生産方式では「後工程はお客様」という基本の考えがあり、後工程に不具合品を渡さないことが重要視されており、不具合品の発生を防ぐためにポカヨケの仕組みを設ける。ポカヨケの基本コンセプトには新郷重夫らが関わっていたという。
日本の製造業が日本国外へ進出した際や、日本国外の製造業が日本の製造業を研究したこと、また前述の新郷の著書により日本国外でもポカヨケは広まり、結果「Poka-yoke」として製造業の分野では日本国外でも通じる言葉となった。